# جمعية الناشرين السعوديين
جمعية الناشرين السعوديين تأسست الجمعية بموجب موافقة وزير الثقافة والإعلام السعودي آنذاك بمسمي (جمعية الناشرين السعوديين)عام 1424هـ الموافق 2004م، تعنى بتطوير كل ما له بمجال النشر في المملكة العربية السعودية، وهي ذات شخصية اعتبارية وذمة مستقلة، ومقرها بمدينة الرياض، ولها افتتاح مكاتب في أي من مدن المملكة العربية السعودية بعد إحاطة المديرية العامة للثقافة والإعلام بذلك مسبقا.

## أعضاء مجلس الإدارة

### الدورة الأولى من الانتخابات 2004 - 2008
1. أحمد الحمدان رئيساّ مكتبة الرشد - الرياض
2. عمر باجخيف نائبا للرئيس - دار المنهاج - جدة
3. محمد الرشيد أمين للصندوق - دار طيبة - الرياض
4. عبد الله الصميعي أمين السر - دار الصميعي - الرياض
5. إبراهيم القعيد عضو - دار الناشر الدولي - الرياض
6. خالد الشقري - عضو - مكتبة الشقري - الرياض
7. عبد الإله المؤيد - عضو - مكتبة المؤيد - الرياض
8. ماضي الماضي - عضو - دار الوطن العربي - الرياض
9. محمد العبيكان - عضو - مكتبة العبيكان - الرياض
10. عبد العزيز الشبانات - عضو - دار عالم الكتب - الرياض
11. علي الوزير - عضو - شركة كنوز المعرفة - جدة
12. فهد باخيضر - عضو - مكتبات تهامة - جدة
13. سالم الملق - عضو دار الأندلس - حائل

### الدورة الثانية من الانتخابات 2008 - 2011
1. أحمد الحمدان رئيسا للمرة الثانية
2. عمر باجخيف نائبا لة للمرة الثانية
3. عبد العزيز الدخيّل - امين الصندوق - دار الاخيار - الرياض
4. عبد الله الصميعي أميناً للسر للمرة الثانية
5. خالد الشقري
6. فهد باخيضر
7. عبد العزيز آل حسين - عضو - دار عبد العزيز - الرياض
8. محمد السيد - عضو - دار السيد - الرياض
9. محمد الرشيد عضو
10. عوضة الاحمري - عضو - مكتبة ابها - أبها
11. مسفر البسامي - عضو - دار الخوارزم - جدة
12. عارف البرجس - عضو - - تبوك
13. عبد العزيز التويجري - عضو دار الكتاب الإسلامي - الرياض

## أهداف الجمعية

### أولا
مع مراعاة الضوابط الواردة في الباب الخامس من اللائحة التنفيذية للنظام، يكون من أهداف الجمعية: 
- رفع مستوي مهنة النشر في المملكة وتشجيعها والدفاع عن مصالحها والعمل على تقدمها وتطورها في جميع الوجوه الاقتصادية والمالية والثقافية وترسيخ مفاهيمها واحترامها، ووضع ميثاق يلتزم به الناشرون.
- رعاية مصالح أعضاء الجمعية والدفاع عن حقوقهم الأدبية والنظامية داخل المملكة وخارجها.
- توثيق عرى التعاون والتواصل بين الناشرين، وإيجاد روابط للتفاهم المتبادل، والسعي لحل كل خلاف قد ينشأ بينهم بالطرق الودية.
- تطوير القدرات المهنية للعاملين في مؤسسات النشر للنهوض بالمهنة للأفضل.
- تحقيق التواصل بين الناشرين والمجتمع بهدف كسب الثقة، وترويج الكتاب السعودي والتشجيع على القراءة.
- تطوير آليات الأداء المهني لأعضاء الجمعية، ووضع الدراسات العلمية والفنية التي تنظم الجوانب المالية والإدارية بأقل تكاليف ممكنة.
- توسيع نطاق انتشار الكتاب السعودي محلياً وعربياً ودولياً وتشجيع ترجمته إلى لغات أجنبية.
- متابعة نشاط الأعضاء مهنياً والتحقيق من التزامهم بلوائح ونظم الجمعية.
- تمثيل الناشرين السعوديين أمام الجهات الرسمية وفي الجمعيات المهنية داخل المملكة والمؤسسات المعنية بالنشر خارج المملكة.
- تمثيل الناشرين في معارض الكتب المحلية والخارجية في عرض إصداراتهم نيابة عنهم لمن لا يرغبون في المشاركة المباشرة.
- تنسيق وتنظيم وتوحيد جهود الأعضاء الذين يشاركون في معارض الكتب المحلية والخارجية
- التشجيع على القراءة وتبني المسابقات الفكرية التي تشتمل على معلومات منشورة في الكتب السعودية.
- إقامة معارض دائمة للكتب السعودية في مدن المملكة الرئيسية ويعرض فيها إصدارات أعضاء الجمعية.
- تطوير صناعة الكتاب ورفع مستواه ووضع مقاييس الكتاب الأمثل من حيث المضمون وأساليب الفهرسة والتصميم والطباعة والتجليد وتقديم الجوائز للمبدعين.
- رعاية الندوات الاحتفائية التي يقيمها الأعضاء لتقديم منشوراتهم وتعريف الجمهور بها وبالمؤلف لترويج نشر الكتاب.
- رصد الكتب التي يصدرها أعضاء الجمعية وتبويبها لإصدار أدلة تعريفية لمنشورات الأعضاء.
- إصدار دورية تعرف بحركة النشر في المملكة وبالكتاب السعودي وبكل ما يدخل ضمن أهداف الجمعية.

### ثانيا
ليس للجمعية أية أهداف أو مواقف سياسية أو إقليمية أو قبلية أو تمييزية أو تتعارض مع الأنظمة المرعية في المملكة العربية السعودية، كما يحظر على الأعضاء بحث أي منها في أي اجتماع تعقده الجمعية. 

### ثالثا
لا تسعي الجمعية في أعمالها أصلا إلى تحقيق الربح، ولا يعد أتباعها الضوابط التجارية لتحقيق ناتج مالي يساهم في تحقيق أغراضها نشاطا مخالفا لذلك.

## وصلات خارجية
- الموقع الرسمي لجمعية الناشرين السعوديين
- جمعية الناشرين السعوديين